# جنبش فمینیست
جنبشِ فمینیست (به انگلیسی: Feminist movement) یا جنبشِ فمینیستی یا جنبشِ آزادیِ زنان یا به فهرستی از کارزارهای سیاسی برای پشتیبانی از حقوق باروری، دستمزدِ برابر، حقِ رأیِ برابر و جلوگرفتن از خشونت خانگی، جلوگیری از خشونت جنسی و آزار جنسی گفته می‌شود.
پیگیریِ حقوقِ زنان در ایالاتِ متحده، کانادا و برخی کشورهای اروپای غربی به سه موج و جنبشِ اول، دوم و سومِ برای زنان بر می‌گردد.